# La comtessa de Chinchón
La comtessa de Chinchón és un oli sobre llenç, pintat en 1800 per Goya, llavors en la seva etapa de maduresa pictòrica. Es conserva en el Museu del Prado de Madrid des de l'any 2000.

## Descripció
L'obra pertany a una etapa molt rellevant en la carrera de Goya, juntament amb altres retrats magistrals, com Godoy (Reial Acadèmia de Belles Arts de San Fernando), La duquessa d'Alba amb vestit blanc (Palacio de Llíria), Jovellanos, La família de Carles IV i les seves famoses Maques (aquests quatre, en el Museu del Prado).
Magistral i de deliciosa senzillesa resulta aquest retrat de María Teresa de Borbó i Vallabriga.
D'ell s'ha escrit que constitueix un recés de pau i un oasi de dolçor, i que sembla allotjat en un més enllà poètic i malenconiós.
La dama estava embarassada de la seva primera filla amb Godoy, Carlota. Porta en el pèl un tocat amb espigues de blat verd, al·lusió a la fecunditat.
Per sobre de l'extraordinària pinzellada, solta i vaporosa, o de la simfonia platejata del vestit, la bellesa del quadre radica en la incomparable sensació de tendresa. Goya aconsegueix fer-nos partícips de l'afecte que sent cap a la comtessa gràcies a la plasmació dels seus gestos tímids i gairebé infantils, al seu somriure trist i amb prou feines esbossada, i a la dolçor amb la qual cuida el seu ventre. El tractament de la llum és típic de Goya, i en ell es veu com il·lumina el ventre del personatge per ressaltar el seu embaràs.
La comtessa apareix amb la boca tancada en un somriure tímid, per ventura perquè li faltaven diverses dents; en aquella època els problemes dentals eren habituals fins i tot entre les classes altes. No obstant això la comtessa estava molt orgullosa dels seus braços, que ensenya en la majoria dels seus retrats, com aquí. Porta un gran anell amb una efígie del seu marit.

## Litigi
Aquest retrat pertanyia als ducs de Sueca, descendents de la comtessa, fins que l'any 2000 va ser adquirit pel Govern espanyol per al Museu del Prado per 4000 milions de pessetes (24 milions d'euros). L'operació posava fi a gairebé un segle de múltiples temptatives de compra, algunes procedents de l'estranger.
El Museu del Prado es va interessar per la famosa pintura ja des de poc després de la Guerra Civil. Durant el conflicte armat, el retrat havia estat traslladat a Ginebra (Suïssa) juntament amb moltes de les obres mestres del museu i d'altres institucions.
Més o menys en la mateixa època, el quadre va atreure l'atenció del magnat i col·leccionista armeni Calouste Gulbenkian, que residia a Portugal i que a la seva mort llegaria un excel·lent museu. Posteriorment es va parlar d'una altra oferta procedent de l'estranger (presumiblement del Museu J. Paul Getty dels Estats Units) que ascendia a 6000 milions de pessetes (36 milions d'euros), però la temptativa estava abocada al fracàs doncs l'obra era inexportable d'acord amb la legislació espanyola.
Ja en la dècada de 1990, van sorgir suculentes ofertes procedents d'institucions nacionals com l'Acadèmia de Sant Fernando de Madrid (que va oferir uns 3000 milions de pessetes) i l'entitat bancària IberCaja, que desitjava dipositar l'obra a l'anomenat Espai Goya del Museu Camón Aznar de Saragossa. Però cap va fructificar.
Finalment en 1999, els propietaris del quadre van tancar un tracte per 4000 milions de pessetes amb el col·leccionista i empresari Juan Abelló. Però en tractar-se d'una obra d'art amb categoria BIC, la transacció havia de notificar-se a l'Estat, que tenia dret preferent de compra (sempre que igualés el preu). Ho va exercir i l'obra va recalar en el Prado.
L'operació es va veure després embolicada en un litigi que es perllongaria una dècada, motivat per desacords en les condicions de pagament. L'Estat va abonar els diners en dues parts, la qual cosa segons la família venedora va motivar un perjudici econòmic per interessos no percebuts. Els tribunals espanyols van donar la raó a l'Estat, però la família va recórrer al Tribunal Europeu de Drets Humans, que en 2011 va fallar a favor de l'Estat.
La compra de la pintura es va finançar en part amb el romanent del Llegat Villaescusa (la resta ho va pagar el Govern), com era el desig de Manuel Villaescusa Ferrero, qui en el seu testament va establir que els diners es destinés a l'adquisició d'una important obra, esmentant-se específicament La comtessa de Chinchón, de Goya.